# Amalia Ercoli-Finzi
Amalia Ercoli, coniugata Finzi (Gallarate, 20 aprile 1937), è un'ingegnera e filantropa italiana.
È una delle personalità più importanti al mondo nel campo delle scienze e tecnologie aerospaziali; consulente scientifica della NASA, dell'ASI e dell'ESA, è stata Principal Investigator responsabile dello strumento SD2 sulla sonda spaziale Rosetta.
È stata la prima donna in Italia a laurearsi in ingegneria aeronautica, nel 1962, con votazione 100/100 e lode presso il Politecnico di Milano, dove è stata poi docente di meccanica orbitale.

## Biografia
Appassionata del mondo scientifico fin da piccola, dopo il liceo scientifico, sebbene i genitori la vogliano insegnante di matematica, preferisce iscriversi alla facoltà di ingegneria aeronautica (a quel tempo ingegneria aerospaziale non esisteva) del Politecnico di Milano, corso di studi all'epoca frequentato da 5 ragazze su 650 studenti. A tal proposito racconterà: «Sono un’ingegnera nata, da piccola smontavo e rimontavo le bici senza difficoltà».
Quando Jurij Gagarin diventa la prima persona a volare nello spazio, dando inizio all'era spaziale, Ercoli, da poco laureata, determinata e dal forte spirito, inizia subito a occuparsi di tale settore, diventando docente del corso di meccanica orbitale, incarico che manterrà fino al pensionamento, nonché, in seguito, direttrice del dipartimento. Progetta diversi strumenti, realizza un teorema legato al comportamento dei fluidi non newtoniani che porta il suo nome e con metodi algebrici dimostra la possibilità dell'esistenza del monopolo magnetico. Collabora con l'Agenzia Spaziale Europea nella missione Giotto, con cui si riesce a passare vicini alla cometa di Halley a una velocità di 245.000 km/h; quindi si occupa della missione Rosetta, lanciata nel 2004 e conclusa 12 anni dopo.
Continua a collaborare con il Politecnico di Milano anche dopo il ritiro dall'insegnamento, realizzando studi sulla possibilità di atterraggio di un equipaggio umano su Marte e di realizzazione di un orto botanico sulla Luna. È delegata italiana a Horizon 2020, il programma dell'Unione europea per la ricerca e l'innovazione.
Le vicende narrate da Tommaso Tirelli nel romanzo giallo La Signora delle Comete (Edizioni Dedalo) sono ispirate alla vita e al lavoro di Ercoli-Finzi.
Dal gennaio del 2023 è nel cast fisso del programma televisivo Splendida cornice condotto da Geppi Cucciari su Rai 3: nel corso del programma in qualità di "competente" risponde alle domande e curiosità del pubblico in termini di missioni spaziali e astronomia in genere.

## Attività e ricerca
Ercoli-Finzi ha tra l'altro partecipato:

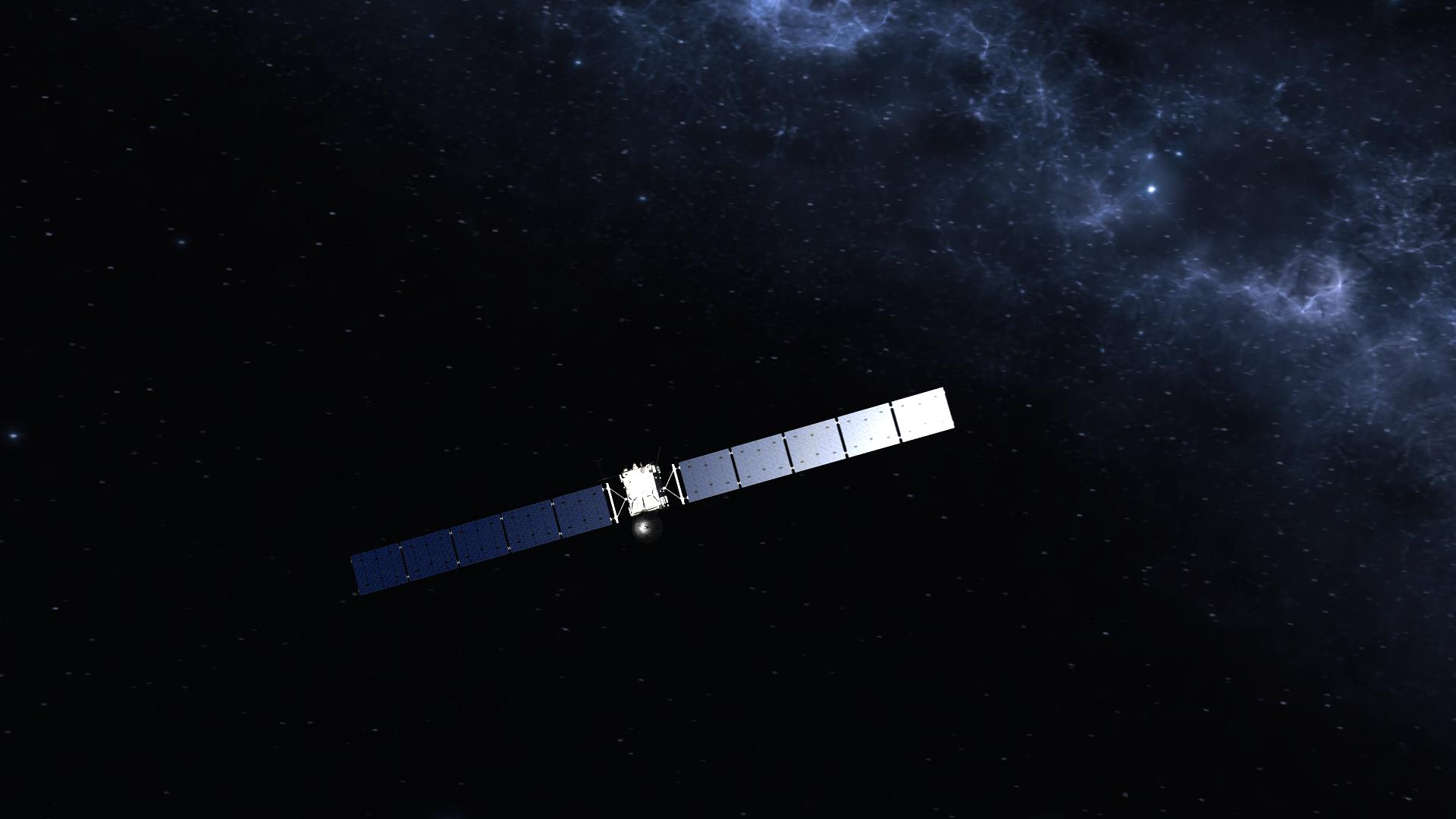
Rosetta: la sonda spaziale a cui ha lavorato Amalia Ercoli-Finzi, lanciata nel marzo 2004 e che ha consentito il 12 novembre 2014 al lander Philae, trasportato dalla sonda, di atterrare su una cometa

- al programma TSS (Tether Satellite System, di ASI e NASA);
- al programma SAX (ASI) per l'astronomia a raggi X;
- all'esperimento MITE, per la misura di tensioni interfacciali;
- al programma SPIDER (ASI) per lo sviluppo di un free-flyer robotico;
- all'esperimento SD2, di cui è responsabile scientifica, della missione europea Rosetta sulla cometa 67P/Churyumov-Gerasimenko, destinato alla perforazione del nucleo cometario e alla raccolta di campioni, sia dell'esperimento DEDRI che permette la raccolta e il trasferimento verso la Terra di campioni del suolo marziano.

Autrice di oltre 150 tra pubblicazioni scientifiche e comunicazioni a congressi nazionali ed internazionali, è stata direttrice del dipartimento di ingegneria aerospaziale del Politecnico di Milano, insegnandovi meccanica orbitale e sistemi spaziali. È stata, per alcuni anni, membro del Consiglio di Amministrazione del Museo nazionale della scienza e della tecnologia Leonardo da Vinci, nonché membro esperto dell’Human Spaceflights Vision Group (HSVG) dell'ESA per la programmazione di voli spaziali con equipaggio.
Attualmente è membro del consiglio tecnico-scientifico dell'ASI e dell'Exploration Program Advisory Committee dell'ESA per l'esplorazione di Marte, nonché del Lunar Lander Science Definition Team sempre dell'ESA. È inoltre consigliera dell'Associazione italiana di aeronautica e astronautica e membro di numerose associazioni scientifiche nazionali ed internazionali tra cui l'American Astronautical Society, la British Interplanetary Society e l'Internatiomal Academy of Astronautics. Presidente del comitato per le pari opportunità del Politecnico di Milano e delegata rettorale per le politiche di genere, è inoltre membro dell’Associazione Italiana Donne Ingegneri e Architetti, di cui è stata presidente nazionale.

## Vita privata
Amalia Ercoli ha assunto legalmente il secondo cognome Finzi dopo il matrimonio con Filiberto Finzi, figlio del già rettore del Politecnico di Milano Bruno Finzi e fratello del professore di Scienza delle costruzioni Leo Finzi. Da questo matrimonio ha avuto cinque figli e sei nipoti.
Amalia Ercoli-Finzi vive a Sotto il Monte Giovanni XXIII, in provincia di Bergamo. Si professa cattolica e praticante, ritenendo che la fede possa coniugarsi con l’attività scientifica.

## Onorificenze

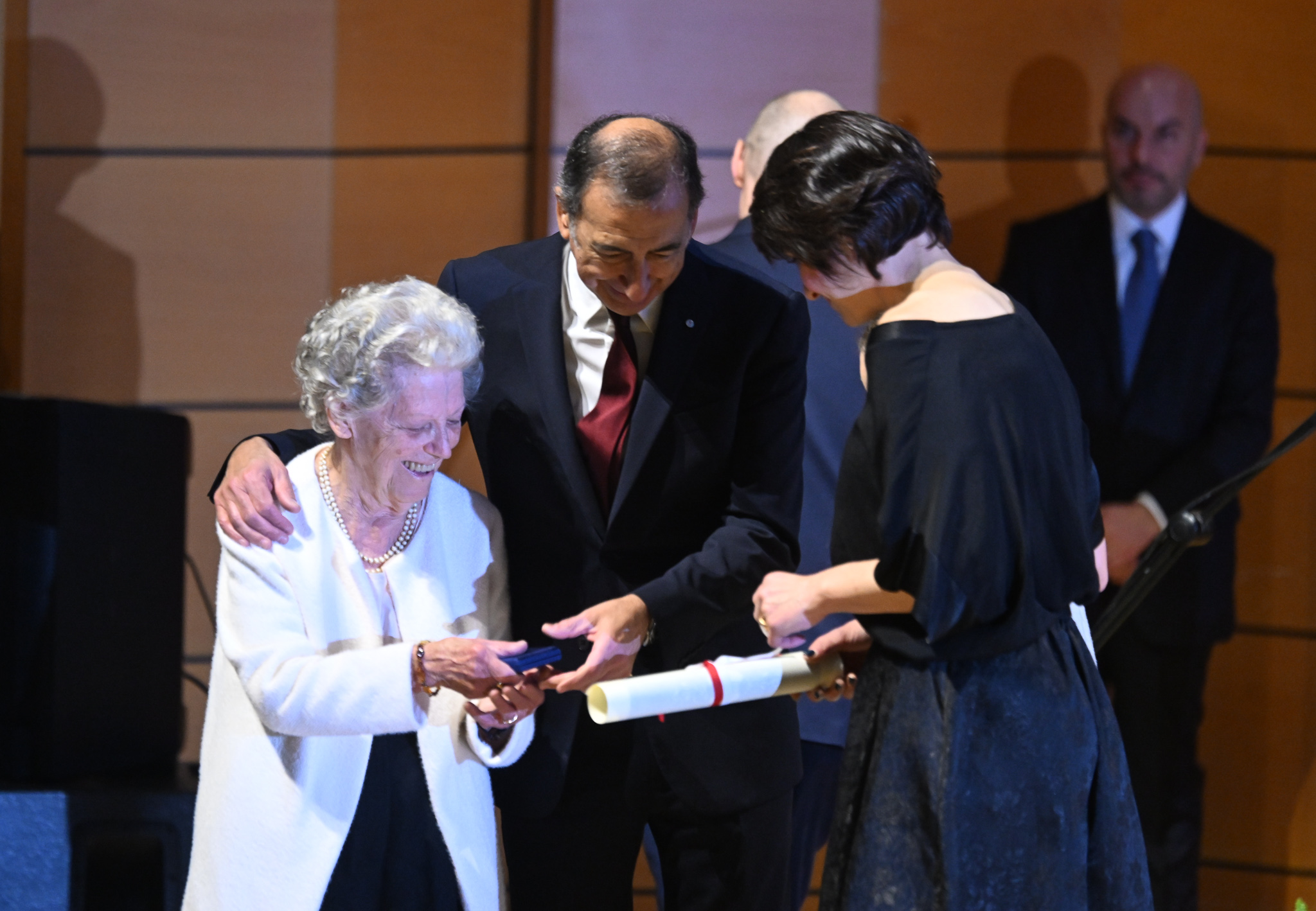
Amalia Ercoli Finzi riceve l'Ambrogino d' Oro al Teatro Dal Verme di Milano

## Premi e riconoscimenti
- Medaglia d'oro dell'Associazione Italiana di Aeronautica e Astronautica[10]
- Premio Leonardo alla Carriera da parte dell'UGIS[11]
- Frank J. Malina Astronautics Medal dello IAF (2012)[14]
- "Premio Porto Venere Donna" alla carriera (2017)[15]
- l'asteroide 24890 Amaliafinzi le è stato dedicato nel 2018[16]
- Premio Giorgio Ambrosoli (2019)[17]
- Centro Studi Grande Milano l'ha nominata Ambasciatrice della Grande Milano nel mondo (2019)[18]
- Comune di Opera le ha conferito la cittadinanza onoraria nel 2022[19]
- Comune di Cantello le ha conferito la cittadinanza onoraria il 25 novembre 2023[20]
- Comune di Busalla le ha conferito la cittadinanza onoraria il 6 luglio 2025[21][22]

## Opere
1. Elvina Finzi e Amalia Ercoli Finzi, Oltre le stelle più lontane, Milano, Edizioni Mondadori, 2021, ISBN 8835706408.

## Interviste sul Web
- Intervista con Fabio Fazio - Che Tempo Che Fa
- Intervista con Monica Mondo - Soul TV2000
- Intervista presso il Festival Della Mente